# Arno Bohm
Arno Bohm (deutsch: Böhm, * 26. April 1936 in Stettin; † 29. Dezember 2024 in Austin) war ein deutsch-US-amerikanischer theoretischer Physiker, der an der University of Texas at Austin lehrte.
Böhm studierte Physik an der TU Berlin mit dem Diplom 1962 und der Promotion bei Günther Ludwig 1966. Dazwischen war er 1963/64 Assistent für theoretische Physik an der TH Karlsruhe, 1964 an der Universität Marburg und 1964 bis 1966 am International Center for Theoretical Physics in Triest als Fellow der International Atomic Energy Agency in Teilchenphysik. 1966 bis 1968 war er Research Associate an der Syracuse University. Ab 1968 war er Associate Professor und ab 1975 Professor für Physik an der University of Texas at Austin. Er war unter anderem Gastwissenschaftler und Gastprofessor am Chalmers Institute of Technology in Göteborg, an der Universität Brüssel und dem Solvay Institut in Brüssel, dem Max-Planck-Institut für Physik in München und am Los Alamos National Laboratory.
Er befasste sich mit den (mathematischen) Grundlagen der Quantenmechanik. In den 1960er Jahren arbeitete er an einer rigged Hilbert Space Formulierung der Quantenmechanik, in den 1970er Jahren an Halbgruppen der Zeitevolutionsoperatoren der Quantenmechanik und in den 1990er Jahren an Fragen der Irreversibilität und Zeit-Asymmetrie in der Quantenmechanik. Weiter befasste er sich mit gruppentheoretischen Methoden in der Elementarteilchenphysik, zum Beispiel dynamischen Symmetrien (Spektrum-generierende Gruppe, auch relativistisch) mit Anwendungen auf Modelle relativistischer kollektiver Anregungen, und Anfang der 1990er Jahre mit geometrischen Phasen (à la Michael Berry) mit Anwendungen in der Molekülphysik.
1981 erhielt er den Alexander-von-Humboldt-Forschungspreis für Senior US Scientists (womit er an der Universität Würzburg forschte) und 1999 nochmals (diesmal ging er ans Max-Planck-Institut in Garching bei München). 1980 war er als Sackler Fellow an der Universität Tel Aviv und 1987 Fulbright Fellow. Er war Fellow der American Physical Society.
Er war seit 1965 verheiratet und hatte drei Kinder.

## Schriften
- Quantum Mechanics: Foundations and Applications, Springer Verlag 1979, 3. Auflage 1994
- mit M. Loewe, P. Magnollay, M. Tarlini, R.R. Aldinger, L.C. Biedenharn, H. van Dam Quantum Relativistic Rotator, Teil 1, Phys. Rev. D, Band 31, 1985, S. 2304, Teil 2, Band 32, 1985, S.  791, Teil 3, Band 32, 1985, S. 2828
- mit Yuval Neeman, A. O. Barut Dynamical Groups and Spectrum Generating Algebras, World Scientific, 1988
- The Geometrical Phase in Quantum Physics, Review Lectures, NATO ASI Series on Mathematical Physics, in L. A. Ibort, M. A. Rodriquez Integrable Systems, Quantum Groups and Quantum Field Theories, Kluwer 1993
- mit Quian Niu, Ali Mostafazadeh, Hiroyasu Koizumi, Josef Zwanziger The geometric phase in quantum systems - foundations, mathematical concepts and applications in molecular and condensed matter physics, Springer Verlag 2003
- mit M. Gadella Dirac Kets, Gamow Vectors, and Gel'fand Triplets, Lecture Notes in Physics, Springer Verlag, Band 78, 1978, 2. Auflage, Lecture Notes in Physics, Band 348, 1989
- mit S. Maxson, M. Loewe, M. Gadella Quantum Mechanical Irreversibility, Physica A, Band 236, 1997, S. 485
- Time Asymmetric Quantum Physics, Phys. Rev. A, Band 60, 1999, S. 861
- mit H.-D. Doebner, P. Kielanowski (Herausgeber) Irreversibility and Causality: Semigroups and Rigged Hilbert Spaces, Springer Verlag, Berlin  1998 (darin von Bohm, Harshman Quantum Theory in the Rigged Hilbert Space – Irreversibility from Causality, S. 181–237)